# 포철기연
포철기연은 1999년부터 2010년까지 존속했던 철강사업회사이다.

## 역사
- 2010  01 포철산기와 흡수합병, 포스코플랜텍으로 상호 변경, 기존 포스코플랜텍 피인수되어 재폐업
- 2008  00 지붕형 태양광발전소 각각 준공
- 2006  03 석탑사업훈장 수상
- 2004  12 제1회 전남 산업평화상 동상 및 산업평화상기 수상
- 2001  10 2001년도 신노사문화 우수기업 선정(노동부)
- 2000  09 KOSHA2000 프로그램 인정 취득
- 1999  03 포철산기와 분사, (주)포철기연 재설립
- 1997  03 포철산기와 합병, 폐업
- 1994  07 (주)포철기연으로 상호 변경
- 1989  08 광양제철소 기계정비작업 개시(POSCO 100% 출자)
- 1987  04 제철설비(주) 창립